# Miss France 1976
Miss France 1976 est la 46e élection de Miss France. Elle a lieu au Théâtre de l'Agora d'Évry-Ville-Nouvelle en décembre 1975.
Monique Uldaric, 21 ans, 1,72 m, Miss Réunion 1975 remporte le titre et succède à Sophie Perin, Miss France 1975.

## Déroulement
L'élection fait l'objet d'un reportage du journaliste Gérard Merigaud sur Antenne 2 lors duquel Geneviève de Fontenay explique que l'élection de Miss France n'est pas une affaire commerciale.

## Classement final
| Résultat         | Candidate               | Région            |
| ---------------- | ----------------------- | ----------------- |
| Miss France 1976 | Monique Uldaric         | Miss Réunion      |
| 1re dauphine     | Patricia Lelong         | Miss Côte d'Azur  |
| 2e dauphine      | Moea Amiot              | Miss Tahiti       |
| 3e dauphine      |                         | Miss Limousin     |
| 4e dauphine      | Marie-Caroline Delcroix | Miss Côte d'Opale |
| 5e dauphine      |                         | Miss Champagne    |
| 6e dauphine      | Marylène Bergmann       | Miss Lorraine     |